# Bohemian Rhapsody: The Original Soundtrack
Der Soundtrack zum Film Bohemian Rhapsody von Bryan Singer wurde am 19. Oktober 2018 auf CD, Kassette und als Download veröffentlicht. Das Album erschien am 8. Februar 2019 auch auf Vinyl. Der Soundtrack enthält mehrere Hits der Gruppe Queen, aber auch einige unveröffentlichte Aufnahmen, darunter mehrere Tracks aus der Performance der Gruppe bei Live Aid im Jahr 1985. Der Film selbst feiert am 23. Oktober 2018 in der Londoner Wembley Arena seine Premiere, kam am 31. Oktober 2018 in die deutschen, Schweizer und österreichischen und am 2. November 2018 in die US-amerikanischen Kinos.

## Entstehung
Die auf dem Soundtrack enthaltene Musik wurde für den Film Bohemian Rhapsody von Bryan Singer zusammengestellt. Der Queen-Sänger Freddie Mercury wird von Rami Malek verkörpert, der im Film jedoch nicht wirklich singt. Es handelt sich nach dem Album für Flash Gordon aus dem Jahr 1980 um das zweite vollständige Original-Soundtrack-Album von Queen. Das Album umfasst Neuaufnahmen von Queen-Klassikern und eine Auswahl der besten Studioaufnahmen der Band. Unter ihnen befinden sich einige der größten Hits von Queen, einschließlich aller elf Songs, die weltweit Nummer eins erreicht haben. Der Soundtrack wurde von Brian May und Roger Taylor produziert, die bei ihrer Arbeit von den langjährigen Queen-Studio-Mitarbeitern Justin Shirley-Smith, Kris Fredriksson und Joshua J. Macrae unterstützt wurden. Gemastert wurden die Aufnahmen von Adam Ayan und Bob Ludwig. Die Hauptaufgabe des Teams hinter dem Soundtrack war es, die passendsten Versionen der Songs der Band, insbesondere von Live-Auftritten, passend zur bewegenden Story des Drehbuchs zu finden. So entstand keine Greatest-Hits-Playlist, sondern auch ein Soundtrack-Album, das eigenständig ist und wichtige Momente im Drehbuch unterstreicht. Anhand dieser Aufnahmen konnte Hauptdarsteller Rami Malek nicht bloß den Gesang, sondern auch Mimik und Körperhaltung proben. Während Malek bei den Filmaufnahmen selbst gesungen hatte, wurde in der Postproduktion das Soundalike verwendet.

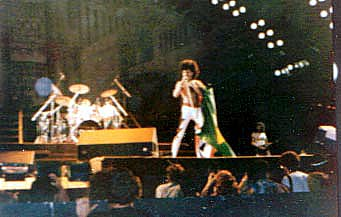
Das Duett von Freddie Mercury und Brian May in Love of My Life stammt vom Festival Rock in Rio im Jahr 1985

Damit das Publikum keinen Zweifel daran hat, dass es ein Soundtrack-Album hört, kam May auf die Idee, eine eigens für dieses arrangierte Version der berühmten „Fox-Fanfare“ von 20th Century Fox aufzunehmen. Diese, mit Mays Gitarrenspiel und Roger Taylors markanter Percussion entstandene Version, ist als Eröffnungsstück im Film zu hören und als erstes Stück auf dem Album enthalten. Während im Film die Songs nur ausschnittweise zu hören sind, enthält der Soundtrack die kompletten Versionen. Die fünf Tracks einer 21-minütigen Performance von Queen bei Live Aid am 13. Juli 1985 wurden noch nie zuvor in Audioform veröffentlicht. Die Aufnahme von Fat Bottomed Girls stammt von den Pariser Shows im Jahr 1979, Teil der Jazz World Tour und wurde noch nie zuvor veröffentlicht. Now I’m Here wurde 1975 bei der Weihnachts-Show der Band im Londoner Hammersmith Odeon aufgenommen. Das Duett von Freddie Mercury und May in Love of My Life stammt vom Festival Rock in Rio im Januar 1985. Im Film blendet eine Studio-Version von We Will Rock You nahtlos in eine Live-Performance über. Die Probenversion von Bohemian Rhapsody, der titelgebende Song, der von Freddie Mercury für das Album A Night at the Opera geschrieben wurde, ist im Film in einem Mix aus Live-Gesangsaufnahmen und der Original-Stimme des Queen-Frontmanns, Maleks eigener, im Studio aufgenommener Stimme und der des kanadischen Sängers und Freddie-Mercury-Imitators Marc Martel zu hören. Letzterer ist seit 2013 Leadsänger einer Queen-Tributeband namens The Queen Extravaganza und für seine stimmliche Ähnlichkeit zu der Rockikone bekannt. Doing All Right war ursprünglich von Smile aufgenommen worden, der Vorgängerband von Queen, in der May und Taylor mit Sänger Tim Staffell zusammenarbeiteten. Um die ursprüngliche Smile-Version von Doing All Right nachzubilden, trafen May und Taylor mit Staffell in den Abbey Road Studios für eine Aufnahme zusammen, fast 50 Jahre nach der ursprünglichen Smile-Aufnahme.

## Veröffentlichung
Der Soundtrack zum Film wurde von Virgin Records am 19. Oktober 2018 auf CD, Kassette und als Download veröffentlicht. Am 13. April 2019 erschien das Album auch auf Vinyl.
Der Film selbst feierte am 23. Oktober 2018 in der Londoner Wembley Arena seine Premiere, die genau gegenüber dem Wembley-Stadion liegt, in dem Queen 1985 beim Live-Aid-Konzert eine legendäre Show spielten. Am 31. Oktober 2018 kam er in die deutschen, Schweizer und österreichischen und am 2. November 2018 in die US-amerikanischen Kinos.

## Titelliste
1. 20th Century Fox Fanfare 0:25
2. Somebody to Love 4:56
3. Doing All Right… revisited (Performed by Smile) 3:17
4. Keep Yourself Alive (Live At The Rainbow) 3:56
5. Killer Queen 2:59
6. Fat Bottomed Girls (Live In Paris) 4:38
7. Bohemian Rhapsody 5:55
8. Now I’m Here (Live At Hammersmith Odeon) 4:26
9. Crazy Little Thing Called Love 2:43
10. Love of My Life (Rock in Rio) 4:29
11. We Will Rock You (Movie Mix) 2:09
12. Another One Bites the Dust 3:35
13. I Want to Break Free 3:43
14. Under Pressure (Performed by Queen & David Bowie) 4:04
15. Who Wants to Live Forever 5:15
16. Bohemian Rhapsody (Live Aid) 2:28
17. Radio Ga Ga (Live Aid) 4:06
18. Ay - Oh (Live Aid) 0:41
19. Hammer To Fall (Live Aid) 4:04
20. We Are the Champions (Live Aid) 3:57
21. Don’t Stop Me Now Revisited 3:38
22. The Show Must Go On (aus Innuendo)

## Rezeption

### Kritiken
Tatiana Tenreyro von bustle.com denkt, was diesen Filmsoundtrack so besonders mache, sei, dass er sowohl Studio- als auch Liveversionen der Songs, wie die von dem Live-Aid-Auftritt der Band im Wembley-Stadion, kombiniere, wodurch sich der Film realistisch anfühle. Zudem lasse der Soundtrack den Hörer über die Bedeutung des Vermächtnisses von Freddie Mercury nachdenken.
Thomas Raab von PC Games meint, die im Film verwendeten Songs akzentuierten die Story, die wiederum gleichzeitig die Entstehungsgeschichte der Lieder erzähle: „Plot und Musik greifen harmonisch ineinander, wobei Letztere im Grunde den Soundtrack zu Freddie Mercurys Leben und Schaffen bildet. Dabei mag dem eingefleischten Queen-Fan sicher sauer aufstoßen, dass der ein oder andere Titel chronologisch an der falschen Stelle eingeordnet wurde. Auch so manches in Bohemian Rhapsody aufgegriffene Lebensereignis von Freddie fand teilweise in anderen Jahren statt. Doch dramaturgisch ergeben diese Anpassungen durchaus Sinn. Insbesondere verfälschen sie im Endeffekt nichts im Leben Mercurys, sondern verstärken noch viel mehr das, was den Queen-Frontmann ausmachte: auf der Bühne ein extrovertierter Gigant, ein musikalisches Phänomen, im Privaten dagegen ein scheuer, schüchterner Mensch, der sein Leben lang auf der Suche nach Liebe und echter Zuneigung war.“
Manfred Riepe von epd Film erklärt, in dem Film werde in anekdotischer Form das Entstehen der einzelnen Songs rekonstruiert, und am medial konstruierten Bild, das von der Gruppe und ihrem Aushängeschild bereits existiert, werde kaum gerüttelt. „Bohemian Rhapsody ist eine akribisch inszenierte audiovisuelle Zeitreise, die die jeweiligen Emotionen beim damaligen Hören der Queen-Hits wieder aufleben lässt. Wie viele Rockfilme betreibt Bohemian Rhapsody eine Nostalgie der nachträglichen Anverwandlung. Das Erklingen des unverwechselbaren Takts von We Will Rock You etwa erzeugt Gänsehaut.“

### Auszeichnungen
American Music Awards 2019
- Auszeichnung als Favorite Soundtrack[13]

## Kommerzieller Erfolg

### Chartplatzierungen
Am 26. Oktober 2018 stieg das Album auf Platz 5 in die Top 100 und Platz 2 in die Soundtrack Album Charts im Vereinigten Königreich ein, am 2. November 2018 auf Platz 2 in die US-amerikanischen Soundtrack Album Charts. Auf Platz 2 hatte das Album in den Billboard 200 bislang seine höchste Positionierung.
| ChartsChartplatzierungen       | Höchstplatzierung | Wochen |
| ------------------------------ | ----------------- | ------ |
| Deutschland (GfK)              | 8 (52 Wo.)        | 52     |
| Österreich (Ö3)                | 7 (47 Wo.)        | 47     |
| Schweiz (IFPI)                 | 2 (80 Wo.)        | 80     |
| Vereinigte Staaten (Billboard) | 2 (63 Wo.)        | 63     |
| Vereinigtes Königreich (OCC)   | 3 (59 Wo.)        | 59     |

| ChartsJahrescharts (2018)    | Platzierung |
| ---------------------------- | ----------- |
| Österreich (Ö3)              | 38          |
| Schweiz (IFPI)               | 53          |
| Vereinigtes Königreich (OCC) | 13          |

| ChartsJahrescharts (2019)      | Platzierung |
| ------------------------------ | ----------- |
| Deutschland (GfK)              | 55          |
| Österreich (Ö3)                | 43          |
| Schweiz (IFPI)                 | 6           |
| Vereinigte Staaten (Billboard) | 12          |
| Vereinigtes Königreich (OCC)   | 6           |

### Auszeichnungen für Musikverkäufe
| Land/Region                  | Auszeichnungen für Musikverkäufe (Land/Region, Auszeichnung, Verkäufe) | Verkäufe  |
| ---------------------------- | ---------------------------------------------------------------------- | --------- |
| Australien (ARIA)            | 2× Platin                                                              | 140.000   |
| Belgien (BRMA)               | Gold                                                                   | 10.000    |
| Dänemark (IFPI)              | Platin                                                                 | 20.000    |
| Frankreich (SNEP)            | 3× Platin                                                              | 300.000   |
| Italien (FIMI)               | 2× Platin                                                              | 100.000   |
| Japan (RIAJ)                 | Platin                                                                 | 250.000   |
| Kanada (MC)                  | Gold                                                                   | 131.000   |
| Neuseeland (RMNZ)            | 4× Platin                                                              | 60.000    |
| Österreich (IFPI)            | Platin                                                                 | 15.000    |
| Polen (ZPAV)                 | 2× Platin                                                              | 40.000    |
| Spanien (Promusicae)         | Platin                                                                 | 40.000    |
| Vereinigte Staaten (RIAA)    | Gold                                                                   | 500.000   |
| Vereinigtes Königreich (BPI) | Platin                                                                 | 300.000   |
| Insgesamt                    | 3× Gold · 18× Platin ·                                                 | 1.906.000 |

Hauptartikel: Queen (Band)/Auszeichnungen für Musikverkäufe